# INVAP

INVAP

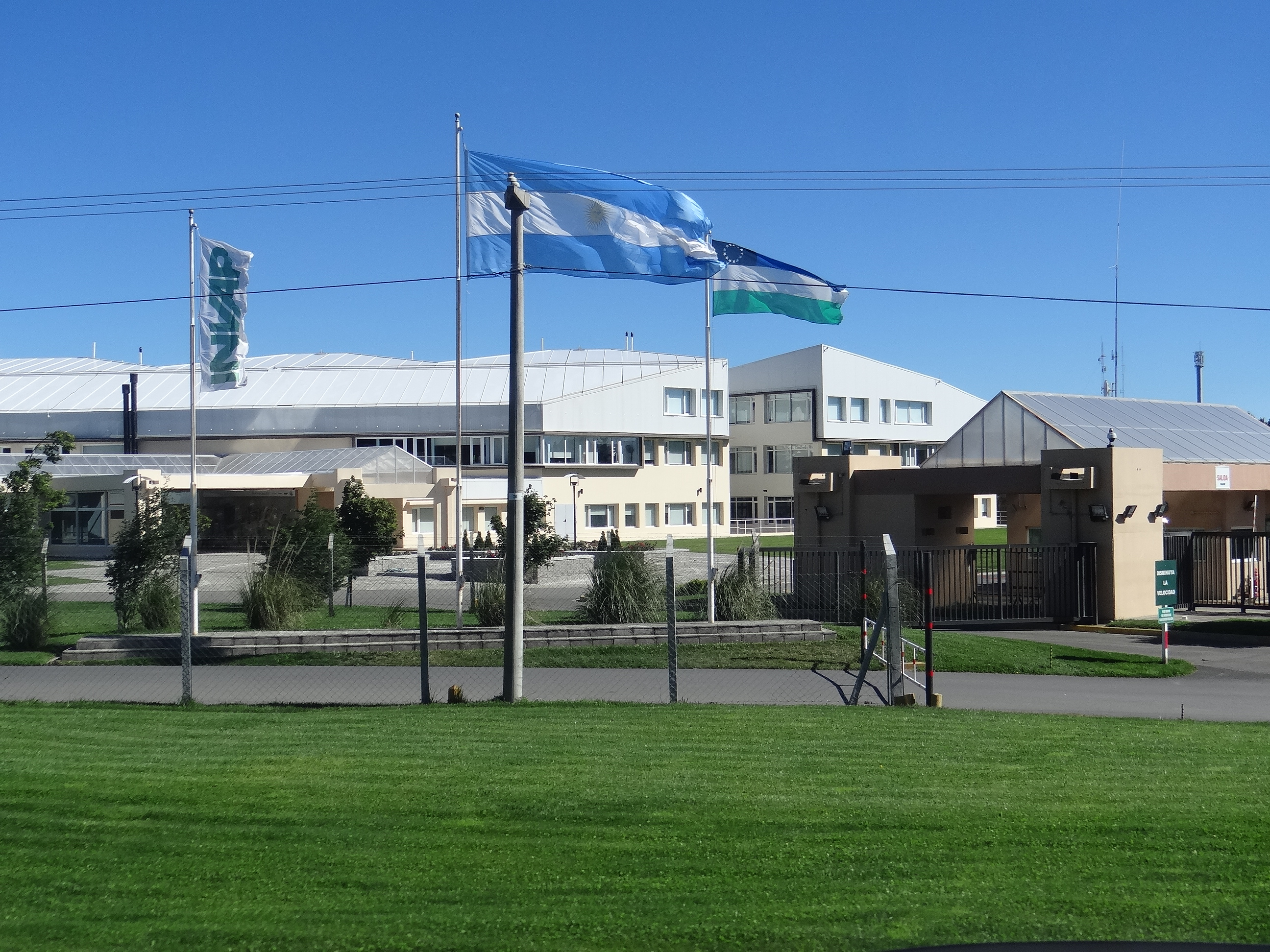
Établissement principal à San Carlos de Bariloche.

INVAP est une entreprise argentine spécialisée dans les techniques de pointe qui conçoit et produit des équipements principalement pour les secteurs nucléaire, spatial (satellites artificiels), aérospatial (radars), et des énergies alternatives (éoliennes). Fondée en 1976, son siège est à San Carlos de Bariloche dans la province de Río Negro au sud-ouest de l'Argentine au pied des Andes. La société, qui est la propriété de la province de Río Negro, emploie environ 1000 personnes.

## Activité
L'activité de l'INVAP porte principalement sur trois domaines :
- Construction de réacteurs nucléaires de recherche (réacteur CAREM), d'installations de fabrication d'uranium enrichi et de  radio-isotopes, d'instruments de contrôle dans le domaine nucléaire[1]. La société travaille en synergie avec le centre de recherche nucléaire Centro Atómico Bariloche installé dans la même ville.
- Construction de satellites artificiels. INVAP a construit la majorité des satellites argentins - SAC-B, SAC-A, SAC-C et SAC-D/Aquarius - ainsi que les ARSAT-1 & 2 et le futur SAOCOM[2]
- Construction de radars.

Principales productions de l'INVAP : réacteurs nucléaires de recherche, satellites artificiels, radars
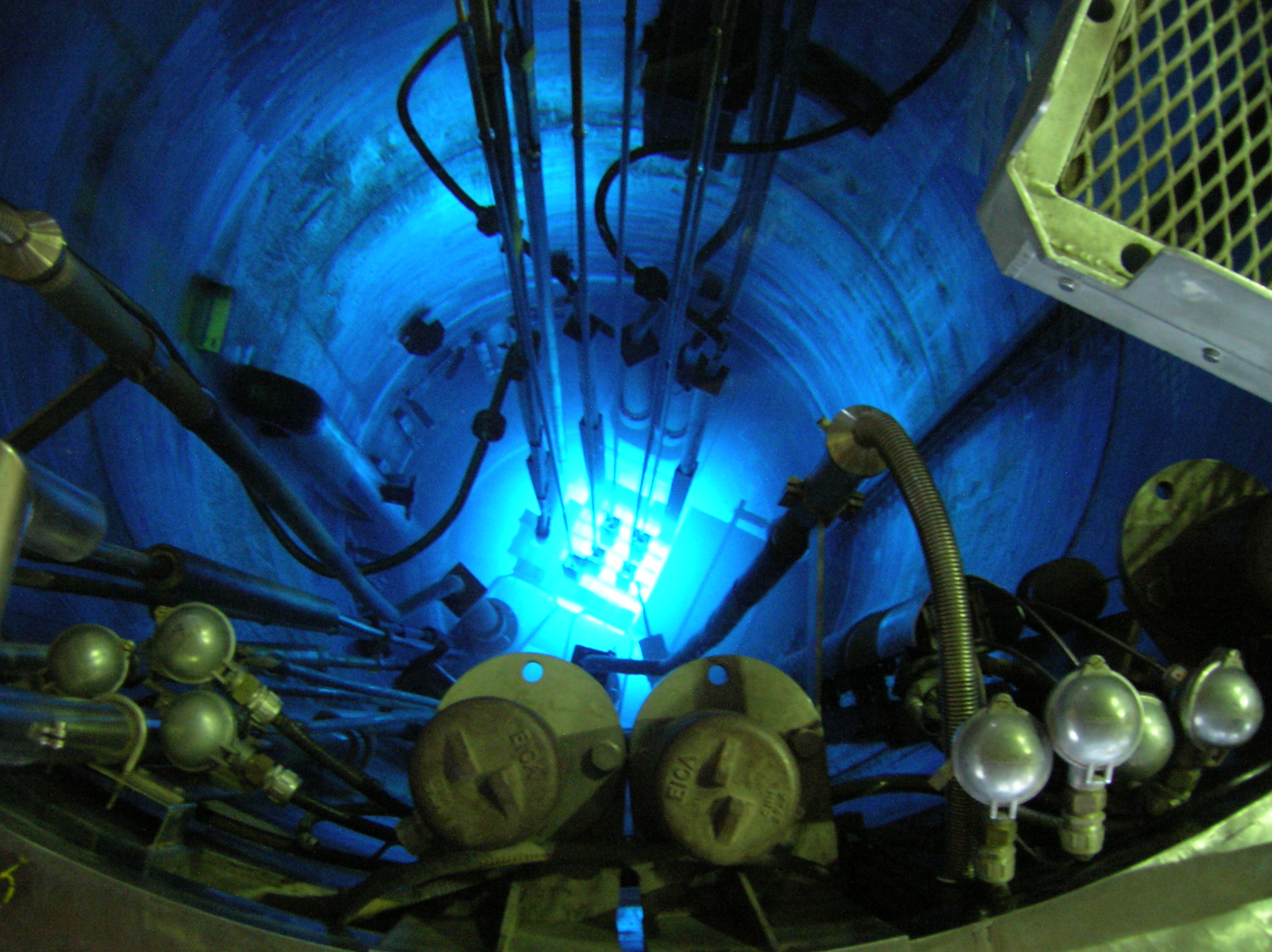
Réacteur nucléaire expérimental RA-6 en fonctionnement, au Centre atomique de Bariloche.
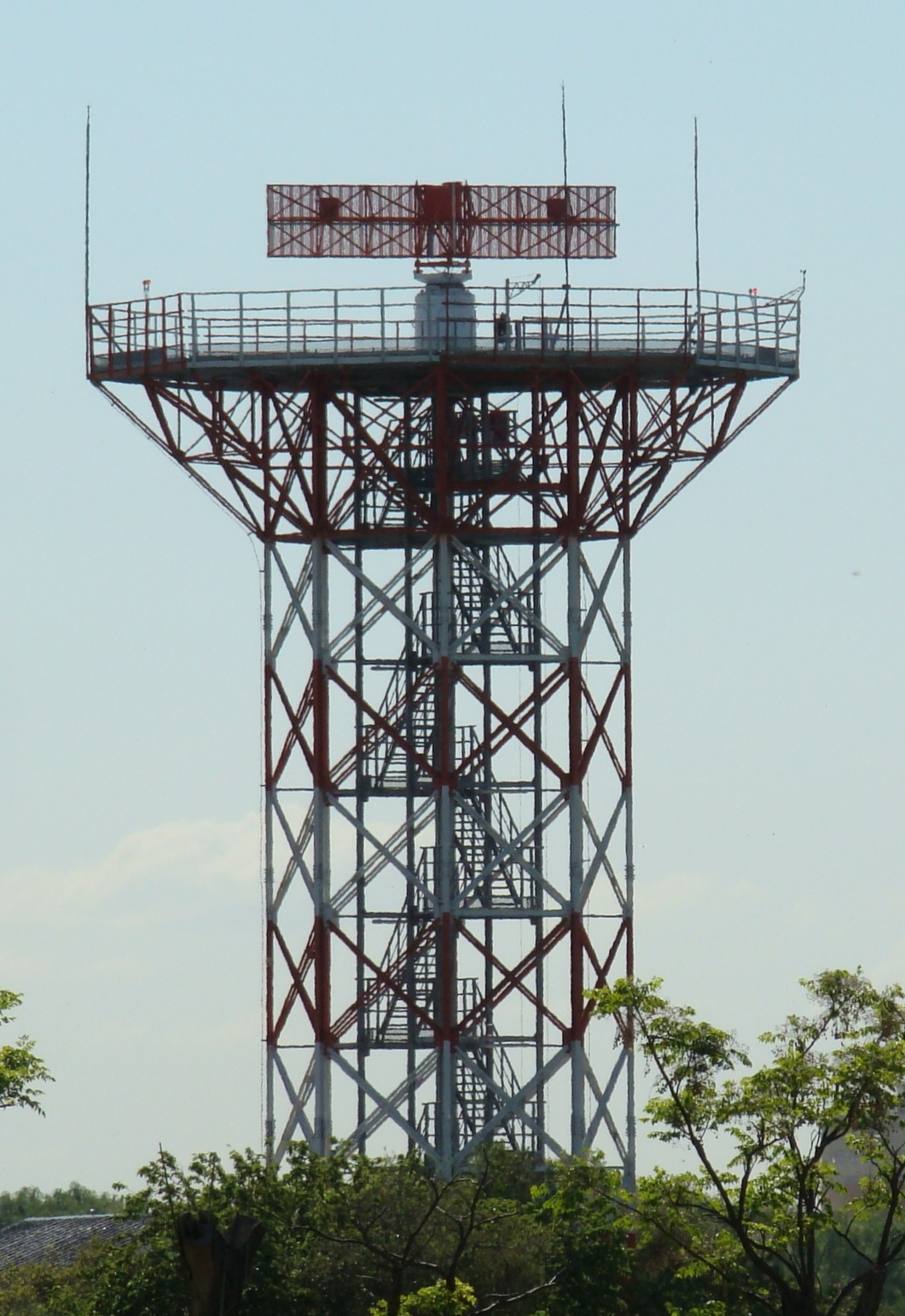
Radar 2D Inkan à Quilmes, en Argentine, conçu et fabriqué par INVAP
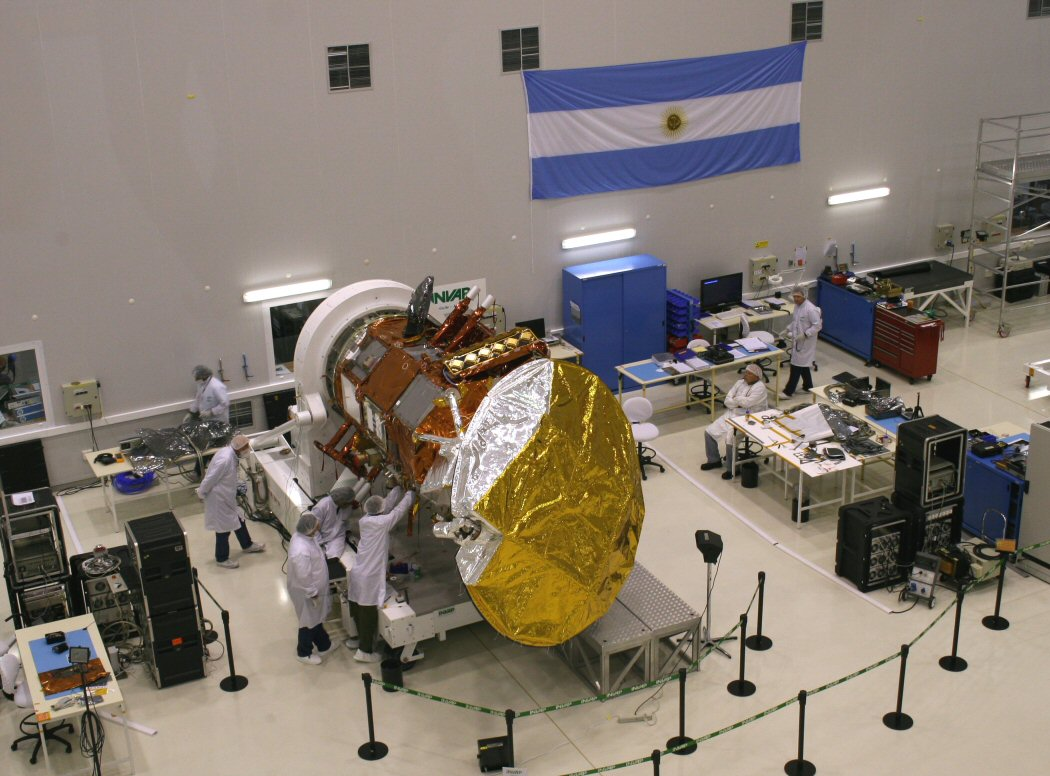
Vue des scientifiques argentins travaillant sur le satellite